# Whitburn (Tyne and Wear)

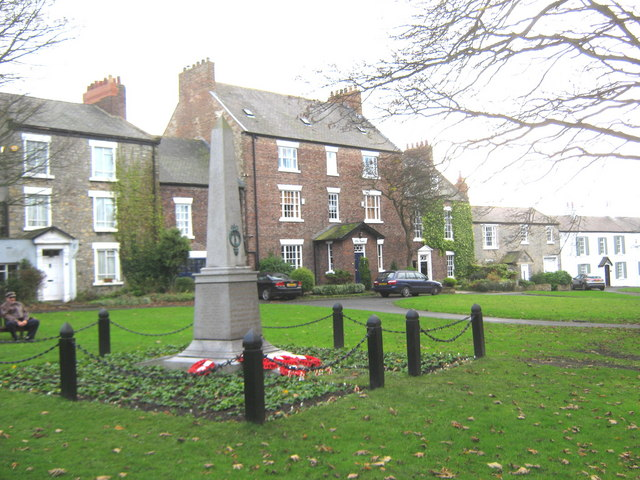
Imagem da localidade

Whitburn é uma aldeia em South Tyneside, na costa Nordeste da Inglaterra. Situa-se a norte de City of Sunderland, no condado cerimonial de Tyne and Wear, a 16 km a leste do centro de Newcastle upon Tyne. Parte histórica do condado de Durham, segundo o censo determinado em 2011, a aldeia possui uma população de 5.102.